# Evips percinctus
Evips percinctus – gatunek morskiej ryby węgorzokształtnej z rodziny żmijakowatych (Ophichthidae). Reprezentuje monotypowy rodzaj Evips. Został opisany naukowo przez Johna McCoskera w 1972 na podstawie jedynego znanego, młodocianego osobnika, złowionego w 1956 na płyciznach (do 10 cm) atolu Kayangel w pobliżu Palau na Oceanie Spokojnym. Holotyp miał 12,6 cm długości całkowitej (TL).